# USS Yarnall (DD-541)
ROCS Kun Yang (DD-19) à partir de 1968
Pour les autres navires du même nom, voir USS Yarnall.
L'USS Yarnall  (DD-541) est un destroyer de la classe Fletcher en service dans la Marine des États-Unis (US Navy) pendant la Seconde Guerre mondiale. Il a été nommé en l'honneur du Lieutenant John Yarnall (1786–1815), officier de la marine américaine pendant la guerre de 1812 et la seconde guerre barbaresque.

## Construction
Sa quille est posée le 5 décembre 1942 au chantier naval Union Iron Works (Bethlehem Shipbuilding Corporation) de San Francisco, dans l'état du état de Californie. Il est lancé le 25 juillet 1943; parrainé par Mme Earl Grove, et mis en service le 30 décembre 1943.

## Historique

### Service dans la marine américaine
Le destroyer a passé les deux premiers mois de 1944 à effectuer sa croisière de rodage et d'autres exercices d'entraînement dans la zone d'opération de San Diego en Californie. Il quitte la côte ouest au début du mois de mars et arrive à Oahu le 19. Au cours des dix semaines suivantes, le Yarnall effectue des exercices tactiques supplémentaires dans les îles Hawaï.

#### Campagne des Mariannes
Le 31 mai, le navire de guerre quitta Pearl Harbor avec le Task Group 52.17 (TG 52.17) et mit le cap - via Kwajalein dans les îles Marshall - sur l'invasion de Saipan dans les Mariannes. Pour cette opération, le Yarnall est affecté au Fire Support Group 1, sous les ordres du contre-amiral Jesse B. Oldendorf. Lorsque son groupe de travail commença son bombardement de Saipan avant le débarquement, le 14 juin, le Yarnall protégea les croiseurs légers USS Cleveland (CL-55) et le USS Montpelier (CL-57) contre les attaques et tira 148 obus de 5 pouces. Le 15 juin, jour de l'assaut, il continua à protéger le Cleveland et, le lendemain, effectua sa première mission de tir d'appel - une action à double objectif pour aider à repousser une contre-attaque ennemie et pour détruire une casemate gênante.
Le 17, à la suite des observations sous-marines de la flotte japonaise se dirigeant vers les Mariannes, le Yarnall et 20 autres destroyers furent détachés du soutien direct à l'invasion et reçurent l'ordre de protéger les porte-avions rapides. Le Yarnall rejoignit le TG 58.7, la ligne de bataille composée à la hâte par le contre-amiral Willis A. Lee, en préparation de ce qui allait être la bataille de la mer des Philippines. Son premier combat antiaérien eut lieu à 05h15 le 19 juin lorsqu'un Mitsubishi A6M "Zeke" tenta de bombarder le destroyer USS Stockham (DD-683) et commença ensuite une course de mitraillage sur le Yarnall. Le Yarnall engagea l'attaquant avec trois canons de sa batterie principale ; lorsque l'avion se rapprocha du côté bâbord du destroyer, il explosa et s'abîma dans la mer, ce qui constitua la première victoire du Yarnall.
Environ cinq heures après cette attaque, le navire est informé du premier des quatre grands raids aériens lancés par la flotte mobile japonaise pour tenter de briser la force d'invasion américaine au large de Saipan. Vers 10h45,le  Yarnall et le Stockham rencontrèrent le premier avion basé sur un porte-avions de la bataille lorsque cinq bombardiers en piqué Aichi D3A "Val" décollèrent pour attaquer les deux destroyers de piquet. Les tirs du Yarnall en abattent un, et les quatre autres s'envolent pour attaquer les plus gros navires de la flotte américaine. La nouvelle de l'approche du second raid arrive à 11h10 et, 35 minutes plus tard, une vingtaine d'avions ennemis passent au travers des Grumman F6F Hellcat chargés de les intercepter. Le Yarnall tire sur sept de ces avions et en abat un, ce qui constitue le dernier combat de la journée. Bien que les Japonais aient organisé deux autres raids, ils se sont approchés de la Task Force 58 (TF 58) depuis des directions qui ne les ont pas rapprochés du Yarnall.
Le 20, aucun avion ennemi n'attaque la TF 58. Au lieu de cela, les Japonais commencent à se retirer vers le Japon. Les avions américains de recherche des porte-avions trouvent l'ennemi en fin de journée, et la TF 58 lance des frappes aériennes à très grande distance. À la tombée de la nuit, les projecteurs du Yarnall aident à guider les aviateurs qui reviennent vers leurs porte-avions. Le lendemain, le destroyer retourna sur la côte de Saipan pour reprendre ses missions de tir d'appel en soutien aux troupes combattant à terre. Il poursuivit son travail dans les Mariannes jusqu'au 8 juillet, date à laquelle le navire de guerre partit dans l'écran de protection d'un convoi à destination des Marshalls. Après être arrivé à Eniwetok le 12, il a pris des munitions, des provisions et du carburant et est retourné aux Mariannes le 15. Là, il reprit ses fonctions de patrouille et d'inspection anti-sous-marine jusqu'au 25, date à laquelle il se déplaça vers la côte pour fournir un appui-feu aux troupes qui occupaient Tinian.
Le navire de guerre alterna les missions d'inspection et de bombardement dans les Mariannes jusqu'au 16 août, date à laquelle il repartit pour les Marshalls. Le Yarnall resta à Eniwetok du 20 au 29 août. Le 29 août, il quitta le mouillage en compagnie du TG 38.2 pour un balayage aérien des îles Philippines en préparation de l'invasion de l'archipel à Leyte. Après ces raids, les porte-avions et leurs escortes se reposent sur l'atoll d'Ulithi du 1er au 6 octobre.

#### Campagne aux Philippines
Ce dernier jour, le Yarnall s'est embarqué avec l'ensemble de la Fast Carrier Task Force pour un balayage aérien de trois jours des bases aériennes japonaises de Formose. Au cours de cette opération, le Yarnall a fourni des services de sauvetage d'équipages et a effectué des tâches de dépistage antiaérien et anti-sous-marin. Au cours de la première journée de cette attaque, le destroyer a tiré sur 15 avions ennemis et en a endommagé deux. Le soir suivant, il a échappé de justesse à une bombe qui a explosé près de l'arrière du navire. Il sort indemne d'un autre bombardement le 14.
Après le raid sur Formose, l'unité du Yarnall fait route vers le sud pour opérer au large de Luçon aux Philippines. Elle protège les porte-avions pendant que leurs avions suppriment la puissance aérienne terrestre japonaise dans les environs pendant les débarquements à Leyte. Au cours de la bataille en trois phases du golfe de Leyte, qui fit échouer la tentative japonaise de briser la libération américaine de Leyte, le Yarnall continua à protéger les porte-avions alors qu'ils se dirigeaient vers le nord pour détruire la force de leurre de l'amiral Jisaburō Ozawa, construite autour de porte-avions sans avions. Après avoir mené à bien cette mission, la TF 38 s'est rendue à un rendez-vous de ravitaillement en carburant les 30 et 31 octobre, puis a repris son travail de pilonnage des installations ennemies sur Luçon.
À la fin de la première semaine de novembre, les porte-avions et leurs escortes se sont de nouveau retirés à Ulithi. Le destroyer reprit la mer le 14 novembre pour protéger la TF 38 lors de nouvelles attaques aériennes sur les installations japonaises aux Philippines. Le 23 novembre, il retourne à Ulithi avec le TG 38.1 pour la logistique. En décembre, il retourne aux Philippines avec le TG 38.1 pour soutenir les débarquements sur l'île de Mindoro et poursuivre la pression sur les forces aériennes japonaises basées à Luçon. Au cours de cette mission, il résiste avec succès au célèbre typhon du 17 décembre 1944 qui emporte les destroyers USS Hull (DD-350), USS Monaghan (DD-354) et USS Spence (DD-512). Il retourne à Ulithi le 24 décembre et y reste jusqu'en janvier 1945.
Le 1er janvier, le TG 38.1 quitta Ulithi pour apporter un soutien aérien aux débarquements sur Luçon dans le golfe de Lingayen. Les avions frappèrent Formose les 3 et 4, pilonnèrent les aérodromes de Luçon les 6 et 7, et retournèrent aux installations de Formose le jour du débarquement, le 9 janvier. Cette nuit-là, le Yarnall accompagne les porte-avions rapides dans le canal de Bashi, en mer de Chine méridionale, pour entamer une série de raids sur la ligne de défense intérieure du Japon. Sans opposition de la flotte japonaise, la TF 38 envoie des avions contre les bases de la baie de Cam Ranh et de Saigon en Indochine, puis contre Formose le 15 janvier. Les chasseurs attaquent Amoy, Swatow et Hong Kong en Chine ainsi que l'île de Hainan dans le golfe du Tonkin. Le 16 janvier, ils retournent à Hong Kong et à Hainan pour répéter l'opération et, pour faire bonne mesure, ils balayent Canton. La force opérationnelle sort de la mer de Chine méridionale par le canal de Balintang et frappe Formose et le Nansei Shoto le 21 janvier. Okinawa subit le coup de poing des porte-avions le 22 janvier et, deux jours plus tard, la TF 38 met le cap sur Ulithi.

#### Iwo Jima et Okinawa
Le 10 février, le Yarnall quitte Ulithi avec la TF 38 pour attaquer les îles japonaises pour la première fois depuis le raid Halsey-Doolittle et pour fournir une couverture stratégique à l'assaut sur Iwo Jima. Pendant deux jours, les 16 et 17 février, une pluie de mort et de destruction s'abat sur Tokyo. Le 18 février, le Yarnall fait route vers le sud avec les porte-avions pour prêter main-forte aux Marines lors du débarquement d'Iwo Jima. Tandis que les avions de la TF 38 soutiennent l'assaut, le Yarnall protège leurs bases flottantes des attaques aériennes et sous-marines de l'ennemi. Il reste à proximité des îles Volcano jusqu'au 22 décembre, date à laquelle il se dirige à nouveau avec les porte-avions vers les îles japonaises en vue d'un nouveau tir sur Tokyo le 25. Puis, après avoir rejoint le groupe logistique TG 50.8, la TF 38 envoie ses avions attaquer Okinawa le 1er mars.

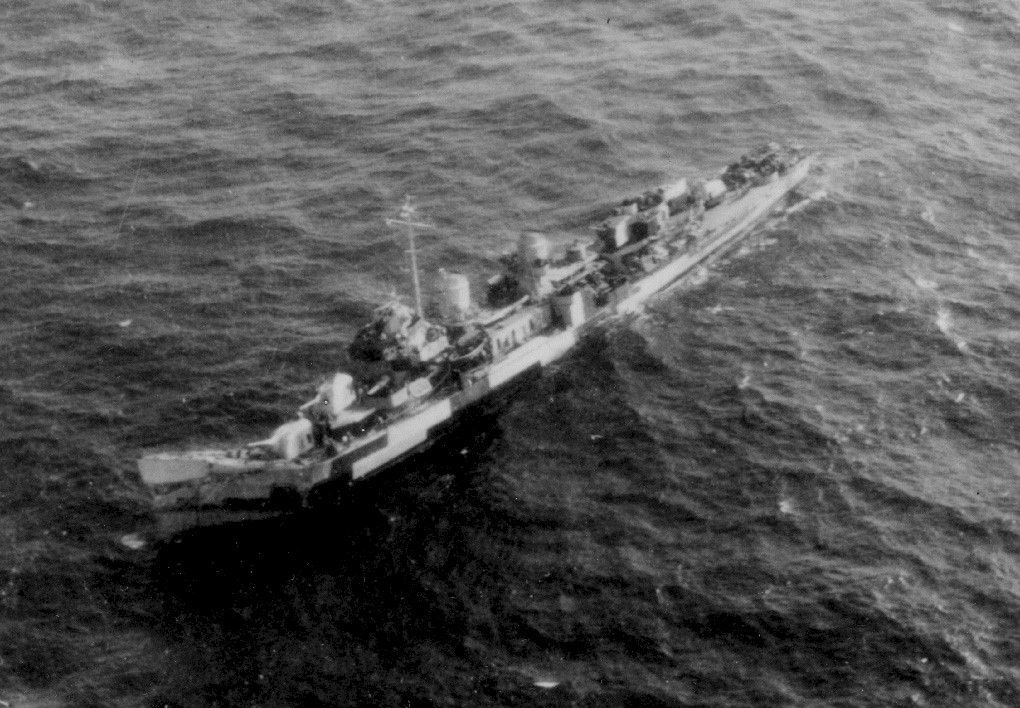
Le Yarnall endommagé après une collision le 4 mars 1945

Le 3 mars, le Yarnall reçoit l'ordre de passer du TG 58.2 au TG 59.6 pour une attaque d'entraînement sur le corps principal de la Task force 59 (TF 59). Alors qu'il se rapprochait de l'objectif dans la nuit du 4 au 5 mars, il entra en collision avec le destroyer USS Ringgold (DD-500). L'étrave du Ringgold a été cisaillée, tandis que le Yarnall a perdu un homme et en a blessé six autres. Remorqué à Ulithi par le remorqueur USS Molala (ATF-106), il atteint le mouillage le 7 mars. Le 8, son étrave se brise et il coule. Pendant qu'il était à Ulithi, une fausse étrave a été installée pour le voyage de retour aux États-Unis pour des réparations permanentes. Il quitta Ulithi le 5 avril et fit route via Pearl Harbor vers le chantier naval Mare Island Navy Yard où il subit des réparations jusqu'au 2 juillet.
Le navire de guerre est retourné à Pearl Harbor en juillet et a mené des opérations d'entraînement dans les îles hawaïennes jusqu'à la fin de la guerre. Deux jours après la fin des hostilités, le Yarnall a mis le cap sur Tokyo, au Japon, pour participer à l'occupation d'après-guerre. Il était présent dans la baie de Tokyo le 2 septembre lorsque les officiels japonais ont signé le document de reddition à bord du cuirassé USS Missouri (BB-63) et est resté en Extrême-Orient pour soutenir les opérations de dragage de mines jusqu'à la fin du mois d'octobre. Le 31 octobre, il prend la mer et met le cap sur San Diego, en Californie, où, bien qu'il soit toujours en service, il est mis en sommeil. Attaché à San Diego avec la Pacific Reserve Fleet, le Yarnall est finalement mis hors service le 15 janvier 1947.

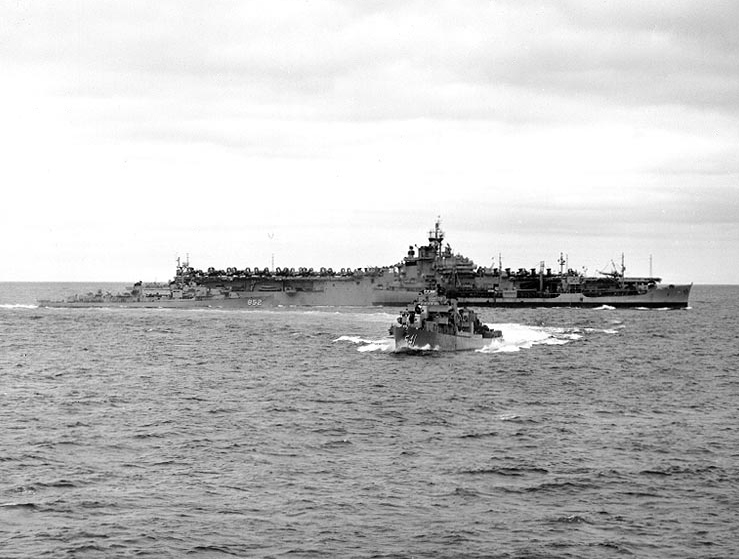
Le USS Bon Homme Richard (CV-31) et le "Yarnall" se ravitaillent en carburant au large de la Corée en 1951.

#### La guerre de Corée

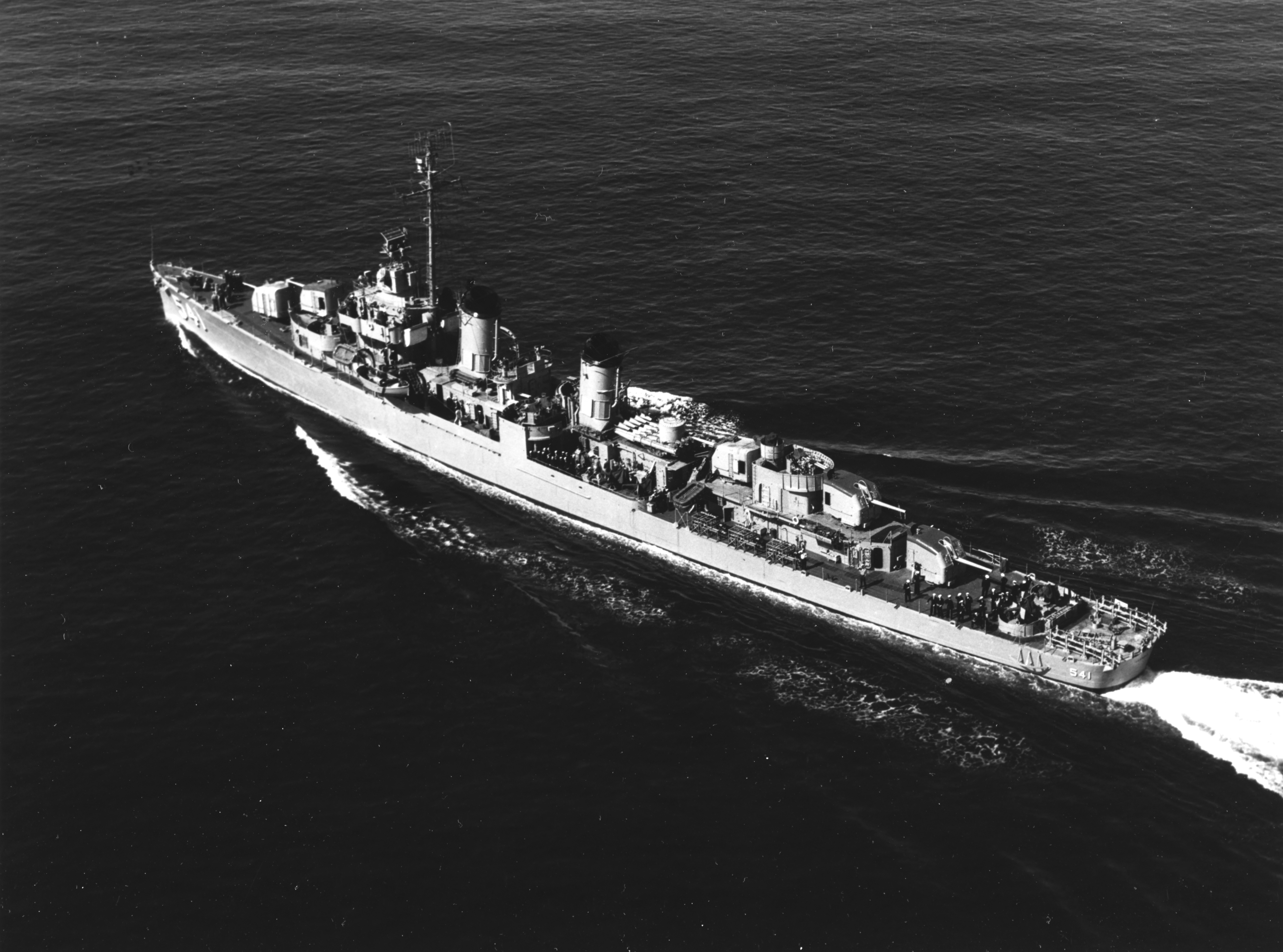
Le Yarnall en route en 1951

Le déclenchement de la guerre de Corée en juin 1950 a permis à de nombreux navires de sortir de la "flotte de naphtaline" (mothball fleet). Le Yarnall a été remis en service actif le 31 août 1950 et a été remis en service à San Diego le 28 février 1951. Le 20 mars, il est affecté à la Flotte du Pacifique (Pacific Fleet) et effectue des entraînements et d'autres exercices le long de la côte ouest jusqu'à la mi-mai. Le 15 mai, le Yarnall quitte San Diego pour le Japon. En passant par Pearl Harbor, il arrive à Yokosuka le 7 juin et, trois jours plus tard, appareille pour sa première mission de combat dans les eaux coréennes. La plupart du temps, le Yarnall a servi dans l'écran de protection de la Task Force 77 (TF 77), la force opérationnelle de porte-avions, bien qu'à l'occasion, il se soit rapproché de la côte coréenne pour fournir un appui-feu aux troupes des Nations unies opérant à terre. Son premier déploiement pendant la guerre de Corée a été ponctué d'escales périodiques, principalement à Yokosuka, mais aussi à Okinawa et à Keelung, à Taïwan. En août, il participe brièvement à la patrouille du détroit de Taïwan avant de retourner dans la zone de combat coréenne en septembre.
Son premier déploiement pendant la guerre de Corée a duré jusqu'en décembre. Le 8 décembre, le destroyer quitte Yokosuka et fait route via Midway et Pearl Harbor vers San Diego où il arrive le 21. De là, il s'est rendu au chantier naval de Long Beach (Long Beach Naval Shipyard) au début de l'année 1952 pour une révision. Le navire de guerre a terminé ses réparations au début de l'été et est revenu à San Diego le 11 juin. Un mois et un jour plus tard, il quitte San Diego, met le cap sur le Pacifique occidental via Pearl Harbor et Midway et arrive à Yokosuka le 6 août. Le 8 août, il appareille à nouveau et, après une escale d'une nuit à Sasebo les 10 et 11 août, se dirige vers la zone d'opération coréenne. Une fois de plus, ses tâches consistaient à protéger les transporteurs de la TF 77 et à fournir des services de bombardement, souvent dans la ville portuaire assiégée de Wonsan. Comme lors du déploiement précédent, il a alterné les périodes de service dans les eaux coréennes et les escales dans les ports japonais pour les réparations, l'entretien, le repos et la détente. Plus tard, en novembre, il retourne patrouiller dans le détroit de Taïwan avant de reprendre son service au sein de la TF 77 et sur la ligne de bombardement. Le 30 janvier 1953, il conclut son deuxième déploiement pendant la guerre de Corée en quittant Sasebo pour les États-Unis. Passant par Midway et Pearl Harbor, le Yarnall arrive à San Diego le 16 février.
Alors que le Yarnall est de retour aux États-Unis, les hostilités en Corée prennent fin avec la signature de l'accord d'armistice coréen (armistice de Panmunjeom - Korean Armistice Agreement) le 27 juillet 1953. Le navire de guerre continue cependant à effectuer des déploiements annuels en Extrême-Orient et opère fréquemment dans les eaux coréennes avec la TF 77. Il continue d'alterner les déploiements en Orient avec des périodes d'opérations normales à partir de San Diego jusqu'en septembre 1958, date à laquelle il est désarmé. Amarré à Stockton, en Californie, le Yarnall est resté inactif pendant près de dix ans.

### Service en République de Chine
Le 10 juin 1968, le navire a été transféré, à titre de prêt, à la marine de la République de Chine, où il a servi sous le nom de ROCS Kun Yang (DD-19). Il est retourné à la marine américaine en 1974 pour être éliminé. Son nom a été rayé de la liste de la marine (Navy list ou Naval Vessel Register) le 25 janvier 1974, et il a été retransféré à la République de Chine par vente.
Le numéro du navire a été changé en DD-934 en janvier 1976, puis en DD-919 le 1er octobre 1979. Le 2 novembre 1982, le navire a été modernisé et est devenu un destroyer lance-missiles, DDG-919.
Il a été désarmé le 16 octobre 1999 et rayé de la carte le 11 novembre de la même année. Il a été remorqué en mer et coulé comme cible au large de Yilan. Le mât et le canot du navire sont exposés au Matou Military History Park, à Tainan. L'un de ses canots de sauvetage est exposé au 823 Artillery Battle Memorial Park.

## Décorations
Le Yarnall a reçu 7 battle stars (étoiles de combat) pour son service pendant la Seconde Guerre mondiale et 2 battle stars pendant la guerre de Corée.